# Engelen
Engelen  é uma aldeia e um bairro no município neerlandês de 's-Hertogenbosch, na província de Brabante do Norte com cerca de 5 120 habitantes (31 de dezembro de 2008, fonte: CBS). Está localizada às margens do canal e do rio Dieze.

## Localização
Engelen está localizada no norte da província de Brabante do Norte, conectada às zonas industriais de Bokhoven, De Vutter, Vlijmen e 's-Hertogenbosch. Engelen está dividida em duas partes: Kom Engelen, que inclui a parte mais antiga da aldeia, e De Haverleij, uma área em expansão que possibilita um estilo de vida diferenciado, onde pode-se morar em um ambiente moderno, cuja arquitetura lembra um castelo. Inclui também um novo campo de golfe de 18 buracos, o BurgGolf Haverleij Den Bosch. Em De Haverleij localiza-se também a eclusa de Engelen, na divisa com Henriëttewaard, no canal do rio Dieze.
Uma das atrações naturais de Engelen é o Engelenmeer (o lago de Engelen), um pequeno lago entre a zona industrial De Vutter e a aldeia de  Vlijmen, no município vizinho de Heusden.

## Facilidades
Atualmente, existe uma série de facilidades, por exemplo, o complexo esportivo com quadras de tênis, futebol e golfe localizado em De Haverleij. Cuidados na área da Saúde, com o chamado De Lage Leun, que inclui dentista, farmácia, posto de saúde, etc., um pavilhão de encontros para as pessoas e empresas de Engelen, o Engelenburcht, um local para encontros sociais e um pequeno salão de eventos para as atividades anuais dos habitantes de Engelen, Bokhoven e De Haverleij. Engelen possui ainda as escolas primárias De Matrix e Jenaplanschool Antonius Abt. A aldeia tem a sua própria igreja católica, a de igreja de São Lamberto de Maastricht.

## História
A partir de achados arqueológicos revelou-se que já na Idade do Ferro havia um povoado na área da atual Engelen. Entretanto, apenas em 815 é que a aldeia teve um registro em crônicas da época como Ang Crisa.
Engelen, durante a Idade Média, pertenceu ao Condado da Holanda. Em 1805 passou para o domínio de Brabante-Batava, um membro da República Batava, e em 1806 foi anexada por Napoleão Bonaparte ao Primeiro Império Francês, como parte do departamento de Bouches-du-Rhin. Em 1818, com o estabelecimento dos limites das divisões administrativas do Reino Unido dos Países Baixos, Engelen ficou pertencendo à província de Brabante do Norte. A maioria de seus habitantes era católica e falava o dialeto de Brabante.
Até 1821, Engelen fez parte do município de Vlijmen en Engelen.
Em 1922 fundiu-se à aldeia de Bokhoven. Em 1971, o antigo município de Engelen foi anexado ao município de 's-Hertogenbosch.

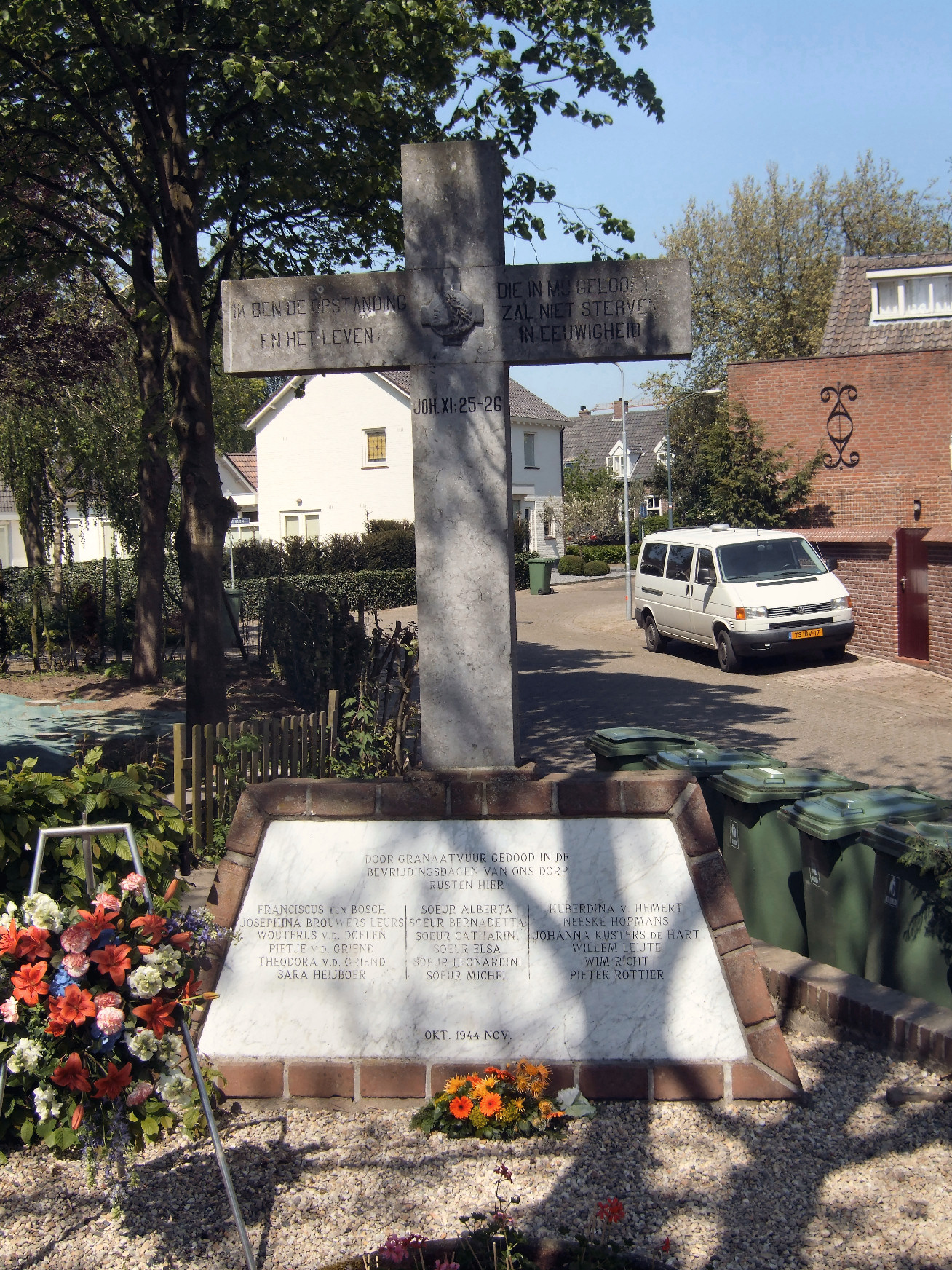
Momumento aos mortos de Empel durante a Segunda Guerra Mundial.